# Patagornithinae
De Patagornithinae zijn een onderfamilie van de familie van de uitgestorven schrikvogels (Phorusrhacidae). Ze omvat geslachten die variëren tussen de 1,4 en 1,7 meter hoogte, wat betekent dat het middelgrote schrikvogels zijn.

## Geschiedenis
Mercerat benoemde in 1897 de familie Patagornithidae. In 1932 plaatste Kraglievich dit taxon als onderfamilie in de familie schrikvogels, maar onder de naam 'Tolmodinae' gebaseerd op het geslacht Tolmodus Ameghino, 1891, een jonger synoniem (een maand later gepubliceerd) voor Patagornis Moreno & Mercerat, 1891. Brodkorb hernoemde in 1967 deze onderfamilie in Palaeociconiinae, omdat hij Patagornis Moreno & Mercerat 1891 als een junior synoniem beschouwde voor Palaeociconia Moreno & Mercerat, 1891, en Tolmodus Ameghino, 1891, weer als een junior synoniem voor deze beide namen. Patterson en Kraglievich hadden in 1960 de naam Palaeociconia echter al een nomen nudum verklaard, vanwege het bijzonder karige typemateriaal en de uiterst summiere beschrijving door Moreno in 1889 en Moreno & Mercerat in 1891. Alvarenga en Höfling stellen in 2003 in hun systematische revisie van de Phorusrhacidae dat Palaeociconia een junior synoniem is voor Mesembriornis en herstellen de naam Patagornis in ere. Voor de naam van de onderfamilie grijpen ze, volgens de prioriteitsregels, terug op de oudste naam, die door Mercerat al in 1897 in de familiegroep was gepubliceerd.

## Kenmerken
De onderfamilie bestaat uit geslachten met een middelgroot (1,4 tot 1,7 m hoog) formaat, kleiner en slanker dan de Phorusrhacinae. Ook de tibiotarsi en tarsometatarsi (botten in de poten van alle vogels) zijn in verhouding slanker dan die van de Phorusrhacinae. Vooral de tarsometatarsus is, met een lengte van meer dan 70% van de tibiotarsus, erg lang en slank. Ze bezitten een lange en smalle symphysis mandibulae (de samengroeiing van de twee helften van de onderkaak aan de voorkant daarvan). Op het dijbeen lijkt het articulaire oppervlak dat tegen de heupkom ligt, het facies articularis acetabularis, drie lobben te hebben.

## Geslachten
In de onderfamilie worden de volgende drie bekende geslachten geplaatst:
- Patagornis Moreno & Mercerat, 1891
- Andrewsornis Patterson, 1941
- Andalgalornis Patterson & Kraglievich, 1960